# 레지던트 이블: 벤데타
《레지던트 이블: 벤데타》(영어: Resident Evil: Vendetta, 일본어: バイオハザード ヴェンデッタ)는 일본에서 제작된 쓰지모토 다카노리 감독의 2017년 성인 애니메이션 바이오펑크 액션 공포 영화이다. 케빈 도먼, 매슈 머서 등이 목소리 연기를 하였다.
2023년 속편 《레지던트 이블: 데스 아일랜드》가 개봉하였다.

## 줄거리
미국 정부는 CIA 출신 불법 무기상 글렌 에리애스에게 보복하기 위해 그의 결혼식날 드론 공격을 감행하고, 에리애스는 온 가족과 신부를 잃는다. 하객으로 참석했던 절친 디에고도 크게 다쳐 다양한 실험 치료를 받으면서 흉측한 모습이 된다.
2014년. 에리애스, 디에고, 디에고의 딸 마리아는 A-바이러스를 뉴욕에 뿌려 복수하려다가 도중 크리스 레드필드, 리언 S. 케네디 등에게 저지당한다. 크리스와의 결투 끝에 에리애스가 빈사 상태에 이르자 디에고는 에리애스와 융합하여 괴물 타이런트로 변신한다. 그러나 디에고 역시 결국 리언과 크리스의 손에 죽는다. 이후 백신이 공중에 살포되고 이미 바이러스에 감염된 사람들이 즉각 원상복귀된다.
마리아가 디에고의 시체를 발견하면서 영화는 끝을 맺는다.

## 목소리 출연
| 인물            | 영어              | 일본어            |
| --------------- | ----------------- | ----------------- |
| 크리스 레드필드 | 케빈 도먼         | 도치 히로키       |
| 리언 S. 케네디  | 매슈 머서         | 모리카와 도시유키 |
| 리베카 체임버스 | 에린 케이힐       | 고시미즈 아미     |
| 글렌 에리애스   | 존 더미타         | 기리모토 다쿠야   |
| 디에고 고메즈   | 프레드 태터쇼어   | 오토모 류자부로   |
| 마리아 고메즈   | 크리스티나 비     | 오하라 사야카     |
| D.C.            | 아리프 S. 킨친    | 후지이 하야토     |
| 데이미언        | 아니 팬토자       | 아이자와 마사키   |
| 나디아          | 카리 월그린       | 도마쓰 하루카     |
| 파트리시오      | 알렉산더 폴린스키 | 시라토리 데쓰     |

## 같이 보기
- 비디오 게임을 원작으로 한 영화 목록